# التمرد الماغونستي لعام 1911
كان التمرد الماغونستي لعام 1911 انتفاضةً مبكرةً في الثورة المكسيكية التي نُظمت من قِبل الحزب الليبرالي المكسيكي، والتي كانت ناجحةً فقط في شمال ولاية باها كاليفورنيا. سُمي التمرد نسبةً إلى ريكاردو فلوريس ماغون، وهو أحد قادة الحزب الليبرالي المكسيكي. سيطر الماغونستينون على تيخوانا ومكسيكالي لمدة ستة أشهر تقريبًا، بدءًا من «تحرير» مكسيكالي في 29 يناير 1911. قام التمرد ضد حكم بورفيريو دياث ولكنه أُخمد من قِبل القوات الموالية لفرانسيسكو ماديرو. بناءً على نصيحة من عملاء ماديرو، اعتُقل قادة الحركة الماغونستية في الولايات المتحدة.
خُططت الثورة ونُسّقت من قِبل المجلس التنظيمي للحزب الليبرالي المكسيكي من لوس أنجلوس في كاليفورنيا بهدف إنشاء منطقة حرية واشتراكية ليبرتارية في المكسيك، باعتبارها أساسًا لنشر ثورة اجتماعية في بقية البلاد. طُبّق برنامج الحزب الليبرالي المكسيكي 1906 في باها كاليفورنيا، وبدرجة أقل، في ولايات أخرى مثل سونورا وتشيواوا وكواويلا وتلاكسكالا وفيراكروز وواهاكا وموريلوس ودورانغو. كانت السيطرة على شبه جزيرة باها جزءًا من خطة طوارئ في حال التعرض لهزائم في الولايات الشمالية، وذلك لكسب الوقت لإعادة تنظيم الجيش الليبرالي للتحرك لاحقًا نحو جنوب شبه الجزيرة والذهاب إلى سونورا وسينالوا.
في انتفاضة 20 نوفمبر 1910، جمعت الجماعات الماغونستية والماديروية قواتها لاحتلال أماكن مهمة في الولايات الشمالية. ومع ذلك، تسببت الاختلافات الإيديولوجية بين المجموعتين في قيام مواجهات بينهما بعد مدة وجيزة. كان الماغونستيون يفقدون وجودهم في تشيواوا، علاوةً على ذلك، اعتقل فرانسيسكو ماديرو بعض قادة حرب العصابات لديهم حين رفضوا الاعتراف به بصفته رئيسًا مؤقتًا. حين تمكن بعض الليبراليين من إعادة التجمع في باها كاليفورنيا، بدأت حملة جديدة واستُولي على مكسيكالي.

## نظرة عامة
قامت الانتفاضة في إطار انتفاضة عامة ضد الديكتاتورية، لكنها سرعان ما نأت بنفسها عن الثورة الديمقراطية البرجوازية لماديرو، ساعية بدلًا من ذلك إلى إلغاء الملكية وإنشاء لجنة عمال ثورية أناركية. ومع ذلك، على الرغم أن العديد من المدن احتُلت لمدة نصف عام تقريبًا، خمدت محاولة الثوار الماغونستيين دون جدوى، «مع شل قدرة المتمردين نتيجةً الخلافات بين الأمريكيين والمكسيكيين والهنود، ونتيجةً للانتهازية وعدم وجود مبدأ سياسي منتشر بين بعض ممثلي القيادة». مقارنةً بالثورة الزراعية في موريلوس، لم تحقق ثورة باها كاليفورنيا الكثير، لكن تأثير الحزب الليبرالي المكسيكي على اندلاع الثورة ومكانتها باعتبارها طليعةً ثوريةً لا يمكن تجاهله. وفي هذا المسار، في حين لم يحقق الحس المادي لبرنامج الحزب الليبرالي المكسيكي أي نتائج دائمة، ظلت الأفكار التي شُنت الثورة من أجلها في باها كاليفورنيا عنصرًا قويًا في التحول الاجتماعي للثورة. حاول معارضو الحزب الليبرالي المكسيكي تصوير حركتهم باعتبارها تحت سيطرة المصالح الأمريكية، وهو ما لم يكن صحيحًا على الأرجح، لكن الاتهام كان فعالًا في تقليل دعمهم.

## خلفية تاريخية
ترجع التوترات التي أدت إلى التمرد جزئيًا إلى التوترات الموجودة مسبقًا بين الأحزاب المحافظة والراديكالية في جنوب كاليفورنيا وشمال المكسيك. دعم الحزب الليبرالي المكسيكي الثورة المكسيكية، وفكرة الإطاحة بديكتاتورية بورفيريو دياث، وتحرير باها كاليفورنيا، ورفاهية الشعوب الأصلية. كان ضد الاستثمار الأمريكي في باها كاليفورنيا أيضًا، وهو شيء اعتبروه شكلاً آخر من أشكال الإمبريالية. تلقى الحزب الليبرالي المكسيكي الكثير من الدعم من الجماعات الراديكالية الموجودة في جنوب كاليفورنيا. انزعج العديد من المحافظين الأمريكيين في كاليفورنيا من مقدار الدعم الذي تلقاه الحزب الليبرالي المكسيكي والأخوين ماغون، بالإضافة إلى إمكانية فقدان أراضيهم إذا تمرد الأناركيون. أدى هذا إلى إثارة المزيد من التوترات العرقية والسياسية والاجتماعية، إذ تصادمت مصالح المجموعتين.
قبل الثورة، نُفي الأخوان ماغون، ريكاردو وإنريكي ماغون، من المكسيك بسبب انتقاداتهما لدياث وكذلك دعواتهما للإصلاحات الاجتماعية. ومع ذلك، لم يوقف هذا محاولاتهما لإثارة ثورة ضد دياث. قالت إيما جولدمان، الزميلة الأناركية والإصلاحية الاجتماعية، إن: «الأخوين ماغون نقلا مقرات الحزب الليبرالي المكسيكي إلى لوس أنجلوس، حيث كان الكثيرون مهتاجون بالسخط الاجتماعي». هناك، وجد الحزب الليبرالي المكسيكي حلفاء في العديد من المجموعات اليسارية الأخرى، مثل «العمال الصناعيين في العالم» و«الاشتراكيين» والمكسيكيين الأمريكيين والنقابيين التجاريين. من خلال خطاباتهم العديدة ونشاطهم العام داخل المجتمع العمالي، انتشرت فلسفتهم في الأناركية على نطاق واسع. بسبب موقفهم المؤيد للنقابات والعمال، تلقى الراديكاليون دعمًا شعبيًا من غالبية القوى العاملة ومن أفراد متعاطفين من مجتمعهم. ناشد الحزب الليبرالي المكسيكي بشكل خاص العمال المهاجرين الذين عانوا من ظروف عمل قاسية في شمال المكسيك.

## الثورة في باها
بحلول عام 1906، كان لدى الحزب الليبرالي المكسيكي العديد من العمليات في المكسيك وجنوب غرب الولايات المتحدة وكذلك في جنوب كاليفورنيا. فشلت انتفاضتهم المنظمة الثانية، التي كان من المقرر أن تحدث في المكسيك في يونيو 1908، بسبب الاعتقالات الاستباقية لقسم شرطة لوس أنجلوس. اعُتقل الأخوان ماغون بتهمة الخيانة الوطنية والقتل، ولكن أُطلق سراحهما بعد أن أظهرت المحاكمة أن التهم لا أساس لها من الصحة. لكن الاعتقال أثار دعمًا محليًا في لوس أنجلوس، وتجمع المئات من المتظاهرين، بمن فيهم قادة العديد من المجموعات العمالية، حول الشقيقين. أثار هذا الدعم الواسع رد فعل عنيفًا من المحافظين الأمريكيين وكذلك الصحف اليمينية، التي ألقت بالعار على الجمهور بسبب دعمهم.
بعد إطلاق سراحهما، نظم الإخوان ماغون والحزب الليبرالي المكسيكي تمردًا آخر. خططا لتحرير باها كاليفورنيا من دياث ومالكي الأراضي في كاليفورنيا، وإعادة تلك الأرض إلى السكان الأصليين الذين عاشوا هناك سابقًا. بكل الأحوال، على الرغم من الدعم الشعبي الذي تلقاه الحزب الليبرالي المكسيكي من الجانبين المكسيكي والأمريكي، فشلت الحركة في تجنيد متطوعين فعالين للقتال في الثورة. بالإضافة إلى ذلك، كان المتمردون مسلحين بقليل من الذخيرة وكان لديهم القليل من التمويل لشراء الذخيرة.

## النتائج

### تزايد عدم الثقة لدى المحافظين
فشلت الثورة في تحقيق هدفها المتمثل في تحرير باها كاليفورنيا، لكنها أظهرت شعبية الجماعات الراديكالية. كان هذا مصدر قلق كبير للمحافظين في كاليفورنيا، الذين كانوا لا يزالون مؤيدين بشدة لسياسة المتجر المفتوح، التي قمعت النقابات وحقوق العمال لصالح حقوق أصحاب الأعمال. عززت إمكانية حدوث حركة متمردين في كاليفورنيا المواقف المحافظة تجاه كل من السكان المهاجرين والطبقات العاملة. في مواجهة التهديد بفقدان استثمارات الأراضي ورأس المال، وكذلك الإيرادات المحتملة، أعرب المحافظون فقط عن فزعهم بصوت أعلى. بعد هذه الحادثة، ربط المحافظون المتمردين المكسيكيين بالعديد من الإضرابات العمالية في لوس أنجلوس. وساهم ذلك في نشوء «الفزع البني» (موقف عنصري ضد الأشخاص المكسيكيين ومن هم من أصول أمريكية وسطى) في لوس أنجلوس، إذ جرى التمييز عنصريًا ضد السكان المهاجرين وأُسيئت معاملتهم. ارتفعت التوترات المعادية للأجانب والعنصرية في كاليفورنيا.

### اعتقالات الأخوين ماغون
بعد اقتحام تلك البلدات الحدودية، أُلقي القبض على الأخوين ماغون مرة أخرى من قِبل قسم شرطة لوس أنجلوس بتهمة عدم الالتزام بقوانين الحياد في الولايات المتحدة. أُدينا في يوليو 1912 وحُكم عليهما بالسجن ثلاثة وعشرين شهرًا. على الرغم من جهود العديدين في سبيل إطلاق سراح ريكاردو فلوريس ماغون، توفي في السجن في 21 نوفمبر 1922.

### سقوط اليساريين
بعد سقوط دياث من السلطة، وصعود رئيس جديد، وزيادة الشكوك من المحافظين، تضاءلت قوة الراديكاليين في جنوب كاليفورنيا بشكل كبير. انقسم الحزب الليبرالي المكسيكي إلى فصائل بعد اعتقال الأخوين ماغون. بقيت إحدى الفصائل تدعم الأخوين ماغون، في حين دعم الفصيل الآخر الرئيس المكسيكي الجديد. بالإضافة إلى ذلك، انهارت التحالفات التي شكلها الراديكاليون قبل الثورة، وتفككت العديد من الحركات النقابية في لوس أنجلوس أيضًا.